# Іхрам
Іхрам (араб. إحرام, латиніз. iḥrām) — особливий стан, увійшовши до якого мусульманин здійснює велике (хадж) і мале (умра) паломництво.
Добравшись до визначених традицією місць (мікат), паломник виконує низку очищувальних обрядів: омовіння, обрізання волосся, нігтів. У стані ритуальної чистоти (тахара) паломник одягає спеціальний одяг, що також називається іхрам. Входження у стан іхрам відбувається після виголошення особливого звертання до Аллаха: «Ось я перед тобою! Воістину, хвала тобі, милість і могутність! Немає нікого рівного тобі!». Промовляння цієї формули обов'язкове під час входження до Мекки та відвідання головних святинь паломництва. Під час перебування у стані іхрам забороняється займатися торгівлею, вступати у статеві стосунки, проливати кров, стригтися, голитися, користуватися парфумами. Порушення цих заборон робить паломництво недійсним. Вихід зі стану іхрам здійснюється шляхом обрізання пасма волосся. Внутрішній сенс іхраму полягає у тимчасовій відмові від мирських справ задля постання перед Аллахом у тому вигляді, в якому віруючі постануть перед ним у День воскресіння. В обряді прийняття іхраму відображається ідея абсолютної рівності всіх мусульман незалежно від їх майнового та соціального статусу в суспільстві